# Bridgeville (Pennsylvania)
Bridgeville is een plaats (borough) in de Amerikaanse staat Pennsylvania, en valt bestuurlijk gezien onder Allegheny County.

## Demografie
Bij de volkstelling in 2000 werd het aantal inwoners vastgesteld op 5341.
In 2006 is het aantal inwoners door het United States Census Bureau geschat op 4950,.